# ポール・トーマス・アンダーソン
ポール・トーマス・アンダーソン（Paul Thomas Anderson, 1970年6月26日 - ）は、アメリカ合衆国の映画監督、脚本家、映画プロデューサー。世界三大映画祭の全てで監督賞を受賞している。

## プロフィール

### 来歴
カリフォルニア州ロサンゼルス出身。父親は俳優・司会者のアーネスト・アンダーソン。9人兄弟の3番目で父と特に仲が良く、12歳でビデオカメラを買ってもらい、映画監督になる夢を支援されていた。ティーンエイジャーの頃から脚本を書き始め、ニューヨーク大学に入るがすぐに中退。テレビ番組のプロダクション・アシスタントなどを経て短編映画を製作するようになる。
1992年の短編『シガレッツ＆コーヒー』がサンダンス映画祭で注目されるとハリウッドから声が掛かり、本作をベースにした長編映画『ハードエイト』（1996年）で長編映画監督デビューを果たす。
その翌年には監督2作目となる『ブギーナイツ』が公開される。10代の頃に撮ったポルノ業界についての短編モキュメンタリーである『The Dirk Diggler Story』を長編に作り直した本作がスマッシュヒットを記録した上にアカデミー脚本賞にもノミネートされたことで、弱冠20代ながらも映画監督としての評価を確立させる。
3作目の『マグノリア』（1999年）では、トム・クルーズらスターを起用し、一風変わった10人の主人公の24時間を、エイミー・マンの曲にのせて描く群像劇を演出。興行的にはやや振るわなかったものの、第50回ベルリン国際映画祭で金熊賞を受賞するなど高い評価を再び獲得した。
4作目の『パンチドランク・ラブ』では、アダム・サンドラーを主演に迎え、悲壮感を抱えた男をシリアスに演じさせて新たな一面を引き出させた上に、その強烈で一風変わった世界観も好評を博し、カンヌ国際映画祭 監督賞を受賞した。
5作目の『ゼア・ウィル・ビー・ブラッド』（2007年）では、ベルリン国際映画祭監督賞を始めとする多数の映画賞における監督賞を受賞。非道な石油王を演じたダニエル・デイ＝ルイスは米国の主要映画賞を総なめにし、第80回アカデミー賞で2度目となるアカデミー主演男優賞を受賞した。他にも最多8部門でノミネートされていたものの、受賞は主演男優賞と撮影賞の2部門のみに留まり、作品賞や監督賞は、同じく最多8部門でノミネートされていたコーエン兄弟の『ノーカントリー』に奪われた。しかし、英国のトータル・フィルム誌など「00年代最高の映画」と推す批評家も多く、英BBCが選んだ「21世紀 最高の映画100本」では第3位に選ばれている。
6作目の『ザ・マスター』（2012年）では、新興宗教の教祖とそのカリスマ性に引き寄せられていく男を描いて第69回ヴェネツィア国際映画祭で監督賞を受賞し、僅か6本のフィルモグラフィで世界三大映画祭すべてで監督賞に輝いた稀有な映画監督となった。その2年後の監督作『インヒアレント・ヴァイス』では、アメリカ最高の文学者のひとりとして知られるトマス・ピンチョンの小説『LAヴァイス』を映画化。ピンチョンが自作の映画化を許可したのはこれが初めてであった。
8作目では、『ゼア・ウィル・ビー・ブラッド』でタッグを組んだダニエル・デイ＝ルイスと2度目のタッグを組み、1950年代のファッション業界を描いた『ファントム・スレッド』（2017年）を監督。
9作目では、フィリップ・シーモア・ホフマンの遺児であるクーパー・ホフマンと、3姉妹のポップ・ロックバンドグループであるハイムの三女・アラナ・ハイムを主演に起用し、『リコリス・ピザ』（2021年）を監督。第94回アカデミー賞では作品賞を含む3部門にノミネートされた。
2024年1月10日、10作目となる『The Battle of Baktan Cross』に、レオナルド・ディカプリオ、レジーナ・ホール、ショーン・ペンを起用すると発表。同月、カリフォルニア州にて製作を開始し、予算は1億ドルとされる。同年2月、『リコリス・ピザ』で主役を務めたアラナ・ハイムと、歌手のテヤナ・テイラーが同作のアンサンブルキャストに加わったと報じられた。米国での公開予定日は2025年8月8日。

## 私生活
ヴィーガンであるとインタビューにて語っている。
歌手のフィオナ・アップルと交際し、彼女のPVを何本か手がけたが、現在は女優のマーヤ・ルドルフ（歌手ミニー・リパートンの娘）と事実婚関係にあり、ふたりの間には4子がある。

## 特徴
家族の機能不全、社会からの疎外や孤独、擬似的な父子関係といったテーマを扱うことが多い。手持ちカメラによる常に移動しながらの撮影など大胆な視覚効果が特徴。
全作品で自ら脚本も手がけ、多くの作品で製作にも名を連ねている。
ロバート・アルトマン、ジョナサン・デミ、スタンリー・キューブリックといった映画監督からの影響を挙げている。特に、ジョナサン・デミの『メルビンとハワード』は『ハードエイト』のインスパイア元となり、『ザ・マスター』ではバイクで疾走するシーンがオマージュされている。更に『マグノリア』における群像劇というスタイルはロバート・アルトマンからの影響である。
特定の俳優を複数回にわたって起用することが多い。5作に出演しているフィリップ・シーモア・ホフマンを始め、メローラ・ウォルターズ、ジョン・C・ライリー、フィリップ・ベイカー・ホール、ルイス・ガスマンらが3作以上で、ジュリアン・ムーア、ウィリアム・H・メイシー、ホアキン・フェニックス、ダニエル・デイ・ルイス、マーヤ・ルドルフらが2作以上で、仕事を共にしている常連俳優である。

## フィルモグラフィー
- The Dirk Diggler Story（1988年）監督・脚本・撮影
- Cigarettes & Coffee（1993年）監督・脚本
- ハードエイト Hard Eight（1996年）監督・脚本
- ブギーナイツ Boogie Nights（1997年）監督・脚本・製作
- マグノリア Magnolia（1999年）監督・脚本・製作
- パンチドランク・ラブ Punch-Drunk Love（2002年）監督・脚本・製作
- ゼア・ウィル・ビー・ブラッド There Will Be Blood（2007年）監督・脚本・製作
- ザ・マスター The Master（2012年）監督・脚本・製作
- インヒアレント・ヴァイス Inherent Vice（2014年）監督・脚本・製作
- JUNUN（2015年）監督・撮影
- ファントム・スレッド Phantom Thread（2017年）監督・脚本・製作・撮影
- ANIMA（2019年）監督・製作
- リコリス・ピザ Licorice Pizza（2021年）監督・脚本・製作・撮影
- ワン・バトル・アフター・アナザー One Battle After Another（2025年）監督・脚本・製作

## 受賞歴
| 賞                                   | 年     | 部門                                 | 作品                              | 結果       |
| ------------------------------------ | ------ | ------------------------------------ | --------------------------------- | ---------- |
| アカデミー賞                         | 1997年 | 脚本賞                               | 『ブギーナイツ』                  | ノミネート |
| アカデミー賞                         | 1999年 | 脚本賞                               | 『マグノリア』                    | ノミネート |
| アカデミー賞                         | 2007年 | 作品賞                               | 『ゼア・ウィル・ビー・ブラッド』  | ノミネート |
| アカデミー賞                         | 2007年 | 監督賞                               | 『ゼア・ウィル・ビー・ブラッド』  | ノミネート |
| アカデミー賞                         | 2007年 | 脚色賞                               | 『ゼア・ウィル・ビー・ブラッド』  | ノミネート |
| アカデミー賞                         | 2014年 | 脚色賞                               | 『インヒアレント・ヴァイス』      | ノミネート |
| アカデミー賞                         | 2017年 | 作品賞                               | 『ファントム・スレッド』          | ノミネート |
| アカデミー賞                         | 2017年 | 監督賞                               | 『ファントム・スレッド』          | ノミネート |
| アカデミー賞                         | 2021年 | 作品賞                               | 『リコリス・ピザ』                | ノミネート |
| アカデミー賞                         | 2021年 | 監督賞                               | 『リコリス・ピザ』                | ノミネート |
| アカデミー賞                         | 2021年 | 脚本賞                               | 『リコリス・ピザ』                | ノミネート |
| 英国アカデミー賞                     | 1997年 | オリジナル脚本賞                     | 『ブギーナイツ』                  | ノミネート |
| 英国アカデミー賞                     | 2007年 | 作品賞                               | 『ゼア・ウィル・ビー・ブラッド』  | ノミネート |
| 英国アカデミー賞                     | 2007年 | 監督賞                               | 『ゼア・ウィル・ビー・ブラッド』  | ノミネート |
| 英国アカデミー賞                     | 2007年 | 脚色賞                               | 『ゼア・ウィル・ビー・ブラッド』  | ノミネート |
| 英国アカデミー賞                     | 2012年 | オリジナル脚本賞                     | 『ザ・マスター』                  | ノミネート |
| 英国アカデミー賞                     | 2021年 | 作品賞                               | 『リコリス・ピザ』                | ノミネート |
| 英国アカデミー賞                     | 2021年 | 監督賞                               | 『リコリス・ピザ』                | ノミネート |
| 英国アカデミー賞                     | 2021年 | オリジナル脚本賞                     | 『リコリス・ピザ』                | 受賞       |
| ゴールデングローブ賞                 | 2007年 | 作品賞 (ドラマ部門)                  | 『ゼア・ウィル・ビー・ブラッド』  | ノミネート |
| ゴールデングローブ賞                 | 2021年 | 作品賞（ミュージカル・コメディ部門） | 『リコリス・ピザ』                | ノミネート |
| ゴールデングローブ賞                 | 2021年 | 脚本賞                               | 『リコリス・ピザ』                | ノミネート |
| 全米監督協会賞                       | 2007年 | 長編映画監督賞                       | 『ゼア・ウィル・ビー・ブラッド』  | ノミネート |
| 全米監督協会賞                       | 2021年 | 長編映画監督賞                       | 『リコリス・ピザ』                | ノミネート |
| カンヌ国際映画祭                     | 2002年 | 監督賞                               | 『パンチドランク・ラブ』          | 受賞       |
| ヴェネツィア国際映画祭               | 2012年 | 銀獅子賞                             | 『ザ・マスター』                  | 受賞       |
| ヴェネツィア国際映画祭               | 2012年 | 国際映画批評家連盟賞                 | 『ザ・マスター』                  | 受賞       |
| ベルリン国際映画祭                   | 2000年 | 金熊賞                               | 『マグノリア』                    | 受賞       |
| ベルリン国際映画祭                   | 2008年 | 監督賞                               | 『ゼア・ウィル・ビー・ブラッド』  | 受賞       |
| ニューヨーク映画批評家協会賞         | 2007年 | 作品賞                               | 『ゼア・ウィル・ビー・ブラッド』  | 次点       |
| ニューヨーク映画批評家協会賞         | 2007年 | 監督賞                               | 『ゼア・ウィル・ビー・ブラッド』  | 次点       |
| ニューヨーク映画批評家協会賞         | 2012年 | 作品賞                               | 『ザ・マスター』                  | 次点       |
| ニューヨーク映画批評家協会賞         | 2012年 | 監督賞                               | 『ザ・マスター』                  | 次点       |
| ニューヨーク映画批評家協会賞         | 2017年 | 脚本賞                               | 『ファントム・スレッド』          | 受賞       |
| ニューヨーク映画批評家協会賞         | 2021年 | 脚本賞                               | 『リコリス・ピザ』                | 受賞       |
| 全米映画批評家協会賞                 | 1997年 | 作品賞                               | 『ブギーナイツ』                  | 3位        |
| 全米映画批評家協会賞                 | 1997年 | 監督賞                               | 『ブギーナイツ』                  | 3位        |
| 全米映画批評家協会賞                 | 2007年 | 作品賞                               | 『ゼア・ウィル・ビー・ブラッド』  | 受賞       |
| 全米映画批評家協会賞                 | 2007年 | 監督賞                               | 『ゼア・ウィル・ビー・ブラッド』  | 受賞       |
| 全米映画批評家協会賞                 | 2007年 | 脚本賞                               | 『ゼア・ウィル・ビー・ブラッド』  | 2位        |
| 全米映画批評家協会賞                 | 2012年 | 作品賞                               | 『ザ・マスター』                  | 2位        |
| 全米映画批評家協会賞                 | 2012年 | 監督賞                               | 『ザ・マスター』                  | 2位        |
| 全米映画批評家協会賞                 | 2012年 | 脚本賞                               | 『ザ・マスター』                  | 2位        |
| 全米映画批評家協会賞                 | 2014年 | 脚本賞                               | 『インヒアレント・ヴァイス』      | 2位        |
| 全米映画批評家協会賞                 | 2017年 | 作品賞                               | 『ファントム・スレッド』          | 3位        |
| 全米映画批評家協会賞                 | 2017年 | 監督賞                               | 『ファントム・スレッド』          | 3位        |
| 全米映画批評家協会賞                 | 2017年 | 脚本賞                               | 『ファントム・スレッド』          | 3位        |
| 全米映画批評家協会賞                 | 2021年 | 脚本賞                               | 『リコリス・ピザ』                | 3位        |
| ロサンゼルス映画批評家協会賞         | 1997年 | ニュー・ジェネレーション賞           | 『ブギーナイツ』 『ハードエイト』 | 受賞       |
| ロサンゼルス映画批評家協会賞         | 2007年 | 作品賞                               | 『ゼア・ウィル・ビー・ブラッド』  | 受賞       |
| ロサンゼルス映画批評家協会賞         | 2007年 | 監督賞                               | 『ゼア・ウィル・ビー・ブラッド』  | 受賞       |
| ロサンゼルス映画批評家協会賞         | 2007年 | 脚本賞                               | 『ゼア・ウィル・ビー・ブラッド』  | 次点       |
| ロサンゼルス映画批評家協会賞         | 2012年 | 作品賞                               | 『ザ・マスター』                  | 次点       |
| ロサンゼルス映画批評家協会賞         | 2012年 | 監督賞                               | 『ザ・マスター』                  | 受賞       |
| ロサンゼルス映画批評家協会賞         | 2021年 | 脚本賞                               | 『リコリス・ピザ』                | 次点       |
| ボストン映画批評家協会賞             | 1997年 | 新人映画人賞                         | 『ブギーナイツ』                  | 受賞       |
| ボストン映画批評家協会賞             | 2012年 | 監督賞                               | 『ザ・マスター』                  | 次点       |
| ボストン映画批評家協会賞             | 2017年 | 作品賞                               | 『ファントム・スレッド』          | 受賞       |
| ボストン映画批評家協会賞             | 2017年 | 監督賞                               | 『ファントム・スレッド』          | 受賞       |
| トロント映画批評家協会賞             | 1997年 | 監督賞                               | 『ブギーナイツ』                  | ノミネート |
| トロント映画批評家協会賞             | 1999年 | 作品賞                               | 『マグノリア』                    | 受賞       |
| トロント映画批評家協会賞             | 1999年 | 監督賞                               | 『マグノリア』                    | 受賞       |
| トロント映画批評家協会賞             | 1999年 | 脚本賞                               | 『マグノリア』                    | 受賞       |
| トロント映画批評家協会賞             | 2002年 | 作品賞                               | 『パンチドランク・ラブ』          | ノミネート |
| トロント映画批評家協会賞             | 2002年 | 監督賞                               | 『パンチドランク・ラブ』          | 受賞       |
| トロント映画批評家協会賞             | 2002年 | 脚本賞                               | 『パンチドランク・ラブ』          | ノミネート |
| トロント映画批評家協会賞             | 2012年 | 作品賞                               | 『ザ・マスター』                  | 受賞       |
| トロント映画批評家協会賞             | 2012年 | 監督賞                               | 『ザ・マスター』                  | 受賞       |
| トロント映画批評家協会賞             | 2012年 | 脚本賞                               | 『ザ・マスター』                  | 受賞       |
| トロント映画批評家協会賞             | 2014年 | 作品賞                               | 『インヒアレント・ヴァイス』      | ノミネート |
| トロント映画批評家協会賞             | 2014年 | 監督賞                               | 『インヒアレント・ヴァイス』      | ノミネート |
| トロント映画批評家協会賞             | 2014年 | 脚本賞                               | 『インヒアレント・ヴァイス』      | ノミネート |
| トロント映画批評家協会賞             | 2017年 | 作品賞                               | 『ファントム・スレッド』          | ノミネート |
| トロント映画批評家協会賞             | 2017年 | 監督賞                               | 『ファントム・スレッド』          | ノミネート |
| トロント映画批評家協会賞             | 2021年 | 作品賞                               | 『リコリス・ピザ』                | ノミネート |
| トロント映画批評家協会賞             | 2021年 | 脚本賞                               | 『リコリス・ピザ』                | ノミネート |
| フロリダ映画批評家協会賞             | 1999年 | 作品賞                               | 『マグノリア』                    | 受賞       |
| ニューヨーク映画批評家オンライン賞   | 2007年 | 作品賞                               | 『ゼア・ウィル・ビー・ブラッド』  | 受賞       |
| ニューヨーク映画批評家オンライン賞   | 2007年 | 監督賞                               | 『ゼア・ウィル・ビー・ブラッド』  | 受賞       |
| サンディエゴ映画批評家協会賞         | 2007年 | 監督賞                               | 『ゼア・ウィル・ビー・ブラッド』  | 受賞       |
| サンディエゴ映画批評家協会賞         | 2007年 | 脚色賞                               | 『ゼア・ウィル・ビー・ブラッド』  | 受賞       |
| サンディエゴ映画批評家協会賞         | 2012年 | 脚本賞                               | 『ザ・マスター』                  | 受賞       |
| カンザスシティ映画批評家協会賞       | 2007年 | 作品賞                               | 『ゼア・ウィル・ビー・ブラッド』  | 受賞       |
| カンザスシティ映画批評家協会賞       | 2007年 | 監督賞                               | 『ゼア・ウィル・ビー・ブラッド』  | 受賞       |
| カンザスシティ映画批評家協会賞       | 2012年 | 作品賞                               | 『ザ・マスター』                  | 受賞       |
| カンザスシティ映画批評家協会賞       | 2012年 | オリジナル脚本賞                     | 『ザ・マスター』                  | 受賞       |
| カンザスシティ映画批評家協会賞       | 2021年 | オリジナル脚本賞                     | 『リコリス・ピザ』                | 受賞       |
| オースティン映画批評家協会賞         | 2007年 | 作品賞                               | 『ゼア・ウィル・ビー・ブラッド』  | 受賞       |
| オースティン映画批評家協会賞         | 2007年 | 監督賞                               | 『ゼア・ウィル・ビー・ブラッド』  | 受賞       |
| オースティン映画批評家協会賞         | 2012年 | 監督賞                               | 『ザ・マスター』                  | 受賞       |
| シカゴ映画批評家協会賞               | 2021年 | オリジナル脚本賞                     | 『リコリス・ピザ』                | 受賞       |
| ロンドン映画批評家協会賞             | 2007年 | 監督賞                               | 『ゼア・ウィル・ビー・ブラッド』  | 受賞       |
| クリティクス・チョイス・アワード     | 2021年 | コメディ映画賞                       | 『リコリス・ピザ』                | 受賞       |
| ダブリン映画批評家協会賞             | 2007年 | 作品賞                               | 『ゼア・ウィル・ビー・ブラッド』  | 受賞       |
| ダブリン映画批評家協会賞             | 2007年 | 監督賞                               | 『ゼア・ウィル・ビー・ブラッド』  | 受賞       |
| オンライン映画批評家協会賞           | 2012年 | 監督賞                               | 『ザ・マスター』                  | 受賞       |
| サンフランシスコ映画批評家協会賞     | 2012年 | 作品賞                               | 『ザ・マスター』                  | 受賞       |
| サンフランシスコ映画批評家協会賞     | 2014年 | 脚色賞                               | 『インヒアレント・ヴァイス』      | 受賞       |
| ユタ映画批評家協会賞                 | 2007年 | 監督賞                               | 『ゼア・ウィル・ビー・ブラッド』  | ノミネート |
| ユタ映画批評家協会賞                 | 2014年 | 脚色賞                               | 『インヒアレント・ヴァイス』      | 受賞       |
| 英国インディペンデント映画賞         | 1998年 | 外国映画賞                           | 『ブギーナイツ』                  | 受賞       |
| フランス映画批評家協会賞             | 2008年 | 外国語映画賞                         | 『ゼア・ウィル・ビー・ブラッド』  | 受賞       |
| ボディル賞                           | 2001年 | アメリカ映画賞                       | 『マグノリア』                    | ノミネート |
| ボディル賞                           | 2009年 | アメリカ映画賞                       | 『ゼア・ウィル・ビー・ブラッド』  | 受賞       |
| セザール賞                           | 2009年 | 外国映画賞                           | 『ゼア・ウィル・ビー・ブラッド』  | ノミネート |
| ヨーロッパ映画賞                     | 1998年 | 非ヨーロッパ映画賞                   | 『ブギーナイツ』                  | ノミネート |
| ゴヤ賞                               | 2018年 | ヨーロッパ映画賞                     | 『ファントム・スレッド』          | ノミネート |
| 国際映画批評家連盟賞                 | 2000年 | グランプリ                           | 『マグノリア』                    | 受賞       |
| 国際映画批評家連盟賞                 | 2008年 | グランプリ                           | 『ゼア・ウィル・ビー・ブラッド』  | 受賞       |
| 国際映画批評家連盟賞                 | 2018年 | グランプリ                           | 『ファントム・スレッド』          | 受賞       |
| ゴールデン・ビートル賞               | 2000年 | 外国映画賞                           | 『マグノリア』                    | 受賞       |
| ゴールデン・ビートル賞               | 2009年 | 外国映画賞                           | 『ゼア・ウィル・ビー・ブラッド』  | ノミネート |
| ナショナル・ボード・オブ・レビュー賞 | 2014年 | 脚色賞                               | 『インヒアレント・ヴァイス』      | 受賞       |
| ナショナル・ボード・オブ・レビュー賞 | 2017年 | オリジナル脚本賞                     | 『ファントム・スレッド』          | 受賞       |
| ナショナル・ボード・オブ・レビュー賞 | 2021年 | 作品賞                               | 『リコリス・ピザ』                | 受賞       |
| ナショナル・ボード・オブ・レビュー賞 | 2021年 | 監督賞                               | 『リコリス・ピザ』                | 受賞       |
| インディペンデント・スピリット賞     | 1996年 | 新人作品賞                           | 『ハードエイト』                  | ノミネート |
| インディペンデント・スピリット賞     | 1996年 | 新人脚本賞                           | 『ハードエイト』                  | ノミネート |
| インディペンデント・スピリット賞     | 2014年 | ロバート・アルトマン賞               | 『インヒアレント・ヴァイス』      | 受賞       |
| グラミー賞                           | 2019年 | 長編ミュージックビデオ賞             | 『ANIMA』                         | ノミネート |